# Gutenbrunn
Gutenbrunn osztrák mezőváros Alsó-Ausztria Zwettli járásában. 2019 januárjában 516 lakosa volt.

## Elhelyezkedése

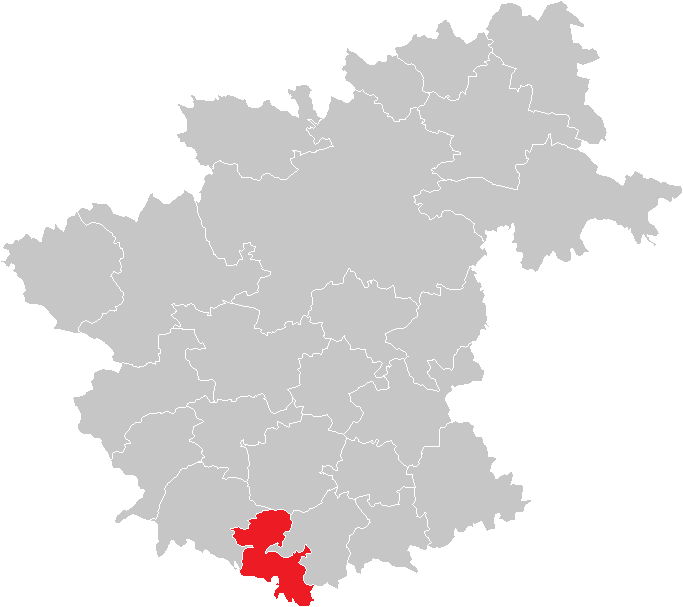
Gutenbrunn a Zwettli járásban

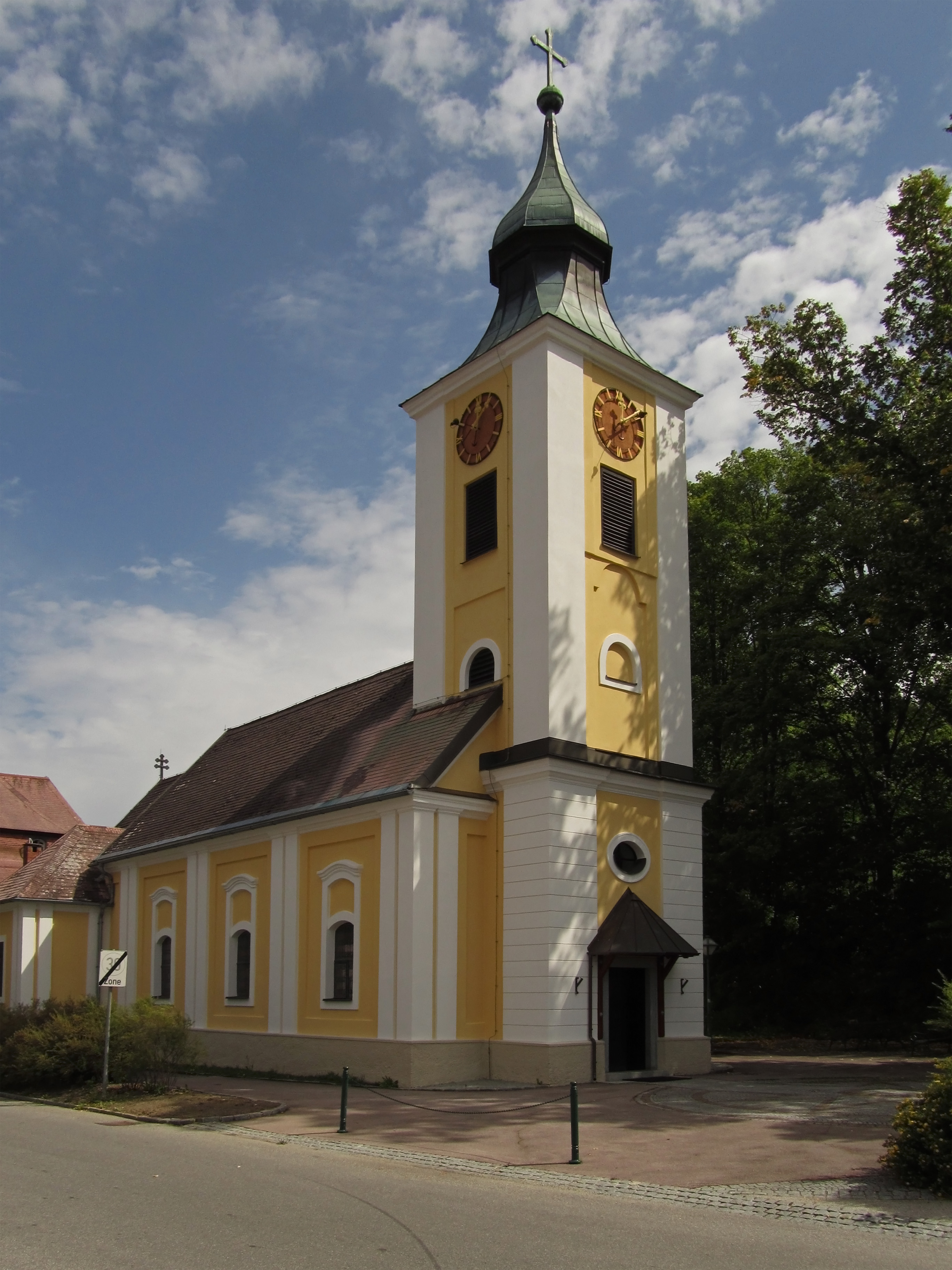
A Miasszonyunk-plébániatemplom

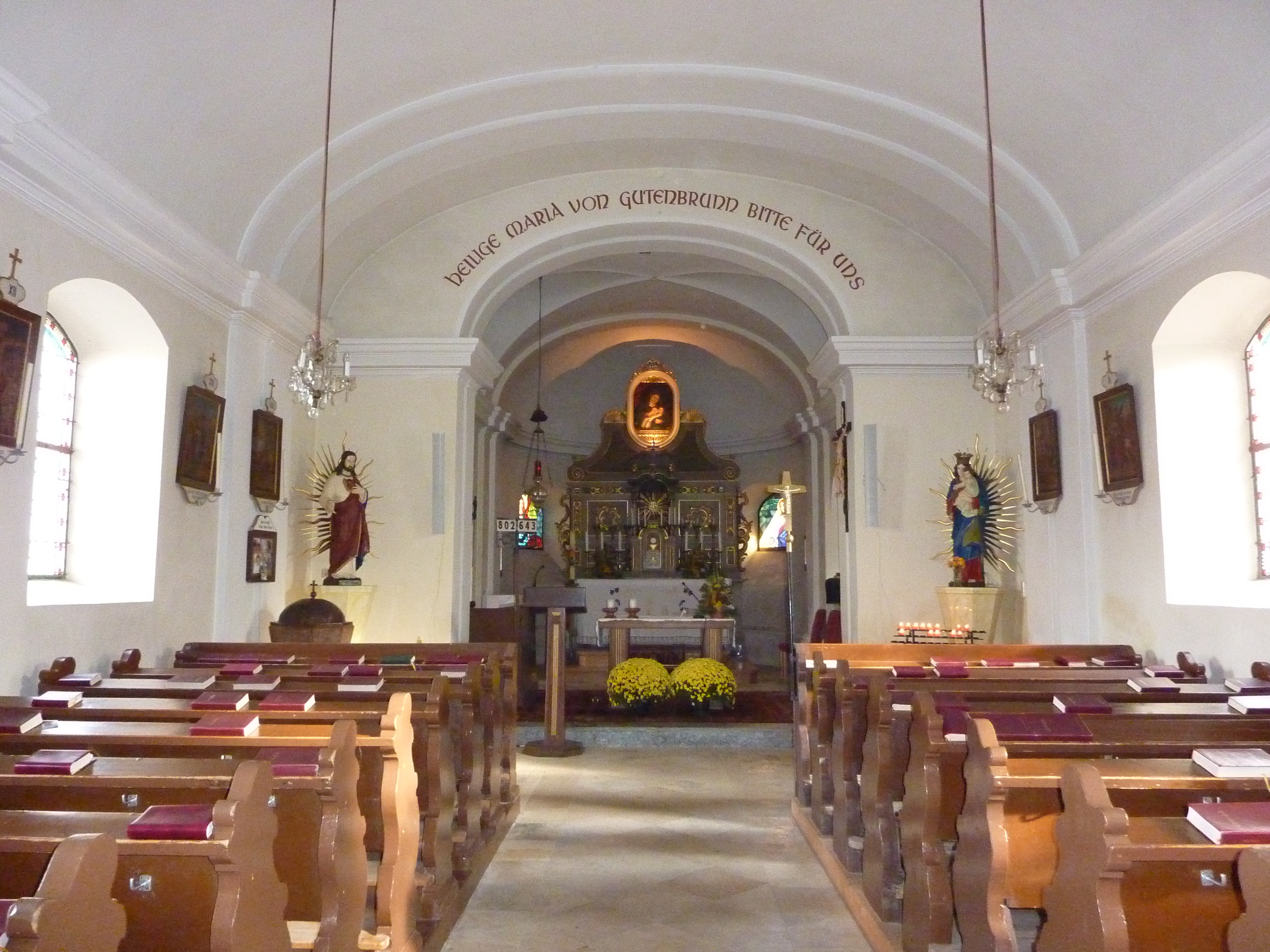
A templom belső tere

Gutenbrunn Alsó-Ausztria Waldviertel régiójában fekszik a Weitenbach folyó mentén, a Weinsbergi-erdő keleti részén. Területének 89,5%-a erdő. Az önkormányzat két településrészt és falut egyesít: Gutenbrunn (436 lakos 2019-ben) és Ulrichschlag (80 lakos).
A környező önkormányzatok: nyugatra Bärnkopf, északra Bad Traunstein, keletre Martinsberg, délkeletre Pöggstall, délre Münichreith-Laimbach és Yspertal.

## Története
A Gutenbrunn nevét adó forrás régóta ismert volt gyógyító hatásúnak vélt vizéről és már 1556-ban megemlítik. 1726-ban kápolnát építettek ide, miután Szűz Mária megjelent a zarándokoknak. A település a 17. században kezdett kialakulni, lakói nagyrészt favágók és az üvegmunkások voltak: a 18. század közepén már két üveghuta működött Gutenbrunnban. 1780-1808 között itt dolgozott a neves üvegművész, Johann Josef Mildner, aki kidolgozta az arany- és ezüst háttérre való festést. Az üvegipar támogatói között volt Josef Edler von Fürnberg császári főpostamester, a szomszédos pöggstalli uradalom (amelyhez Gutenbrunn tartozott) birtokosa. Ő építtette 1771-1785 között a klasszicista stílusú gutenbrunni kastélyt. 1782-ben Gutenbrunnt (Martinsberggel és Kirchbachhal együtt) új uradalommá különítették el és egyúttal mezővárosi rangra emelték.
A vastartalmú forrást különböző betegségek kezelésére javasolták. I. Ferenc császár is meglátogatta, majd később megvásárolta az uradalmat és egyesítette közeli birtokaival. A kastély parkjában kis állatseregletet is alapítottak.
Ma Gutenbrunnban található a Habsburg-Lotaringiai család erdőigazgatósága, amely mintegy 9 ezer hektárnyi erdőt felügyel. A szomszédos Bärnkopffal együtt a mezőváros az alsó-ausztriai terepsíelés központja. 

## Lakosság
A gutenbrunni önkormányzat területén 2019 januárjában 516 fő élt. A lakosságszám a csúcspontját 1923-ben érte el 1194 fővel, azóta többé-kevésbé folyamatos csökkenés tapasztalható. 2017-ben a helybeliek 93,8%-a volt osztrák állampolgár; a külföldiek közül 0,4% a régi (2004 előtti), 4,1% az új EU-tagállamokból érkezett. 0,4% a volt Jugoszlávia (Szlovénia és Horvátország nélkül) vagy Törökország, 1,3% egyéb országok polgára volt. 2001-ben a lakosok 90,5%-a római katolikusnak, 1% evangélikusnak, 1,2% mohamedánnak, 5,3% pedig felekezeten kívülinek vallotta magát. Ugyanekkor a legnagyobb nemzetiségi csoportot a német (97,7%) mellett a bosnyákok alkották 1%-kal.
A lakosság számának változása:

| 2016 | 529 |
| 2018 | 536 |

## Látnivalók
- a gutenbrunni kastély
- a Miasszonyunk-plébániatemplom
- Ulrichschlag kápolnája

## Fordítás
- Ez a szócikk részben vagy egészben  a   Gutenbrunn című német Wikipédia-szócikk ezen változatának fordításán alapul.  Az eredeti cikk szerkesztőit annak laptörténete sorolja fel. Ez a jelzés csupán a megfogalmazás eredetét és a szerzői jogokat jelzi, nem szolgál a cikkben szereplő információk forrásmegjelöléseként.